# Anaconda (conte)
Pour les articles homonymes, voir Anaconda (homonymie).
 (avril 2019).
Anaconda est un conte écrit par l'auteur uruguayen Horacio Quiroga, publié en 1921 et faisant partie du recueil Anaconda et autres contes.

## Thème principal
Le conte tourne autour de la destruction que l'être humain a toujours engendrée envers la nature et  les animaux, envahissant leurs habitats sans état d'âme, juste pour arriver à accomplir ses ambitions égoïstes. Quiroga cherche à expliquer ce thème par la personnification des vipères.

## Résumé
L’histoire commence avec la présentation de Lanceolada, une yarará, qui en partant chasser, découvrit la présence d'hommes dans la jungle, à l'intérieur d'un vieil édifice inhabité, et accompagné de deux chevaux et d’un chien.  Inquiète, elle décida d’en aviser le Congrès des Vipères, qui choisit de demander de l’aide à leurs cousines, les couleuvres (aussi considérées comme « chasseuses » et non venimeuses), avec qui elles avaient une vieille rivalité, et ainsi pouvoir se renseigner et faire face à la situation.
De cette façon, la couleuvre appelée Ñacaniná, consciente du danger que la présence des humains pouvait représenter pour les couleuvres, très similaires physiquement et pouvant se confondre avec les yararàs, se résolut à aller explorer discrètement le vieux bâtiment. Elle découvrit que les humains avaient prévu de chasser toutes les vipères pour extraire leur venin et elle tenta de s'échapper de la maison avec cette information pour en aviser le Congrès, elle fut cependant repérée par les hommes. Quand elle communiqua ses résultats au Congrès, Cruzada, celle  qui demanda de l'aide à Ñacaniná se proposa de retourner là-bas et finit capturée, c'est à ce moment-là qu'elle rencontra Hamadrías une impressionnante cobra royal. Toutes les deux décidèrent de créer un plan d'évasion efficace dans lequel Cruzada devait se laisser mordre par Hamadrías. Le plan fut efficace, Cruzada réussit à se faire passer pour morte et aida Hamadrías à s'enfuir. Pendant qu'elles exécutaient le plan, elles réussirent toutes deux à blesser un homme.
Lors de la tenue du  Congrès, qui débattait avant l'arrivée de Cruzada et d'Hamadrías, apparut Anaconda qui inspira de l'antipathie à un grand nombre d'entre elles, étant donné sa bonne entente  avec l'être humain. Quand Cruzada et Hamadrías arrivèrent elles racontèrent ce qu'il s'était passé, il fut décidé qu'il fallait  attaquer les humains, en considérant que le mieux ce serait de tuer les chevaux. La majorité fut d'accord avec cela, à l'exception de Cruzada, Ñacaniná et d'Anaconda qui pensaient qu'attaquer le chien serait le plus utile, comme ça il ne pourrait pas les poursuivre. S'ensuivit une dispute entre Anaconda et Hamadrías, cette dernière voulant exercer son commandement sur les vipères.
Pendant qu'elles attaquaient, les vipères se rendirent compte qu'elles auraient dû attaquer le chien (Daboy) et décidèrent de se retirer, la majorité d'entre elles moururent ou furent blessée. Elles avaient encore confiance en Hamadrías, et ignoraient qu'à cause de son orgueil blessé, celle ci les entrainait directement à la mort. C'est à ce moment-là qu'Hamadrías et Anaconda s'affrontèrent, mettant un terme au Congrès des Vipères, ce fut Anaconda qui gagna. Quelques instants plus tard, les hommes et Daboy, anéantirent les vipères restantes, mais laissèrent la vie sauve à Anaconda.

## Structure interne
Chapitres
Le conte pourrait se diviser, selon sa structure interne, en onze chapitres de la forme suivante :
- Introduction : constituée du premier chapitre. Il introduit le premier personnage et présente la localisation spatiale et temporelle. On y découvre l'arrivée de l'homme dans la jungle.
- Nœud de l'action/Péripéties : constitué du deuxième, troisième, quatrième, cinquième, sixième, septième, huitième, neuvième et dixième chapitres. Y sont décrits l'intrigue et les combats que les vipères font pour pouvoir vaincre les humains et pouvoir vivre en paix comme avant.
- Dénouement : constitué du onzième chapitre, y est raconté le dernier combat entre les vipères et les humains et la victoire de ces derniers.

Type de narrateur
Le narrateur est externe (à la 3ème personne) et omniscient, on sait donc tout sur tout.
Localisation spatiale et temporelle
Plusieurs fois il est fait référence à la jungle de la région de Misiones (« Le temps chargé pesait sur la jungle ») et de la rivière Parana durant le cours de l'histoire. Il est fait allusion au temps en mentionnant dans le premier chapitre la transition de la nuit et de l'aube, puis dans les chapitres suivants il n'y est fait à peine référence avec de simples indications sur les moments de la journée, ce qui peut être interprété comme  le temps qui s'écoule.[Interprétation personnelle ?]

## Personnages
- Lanceolada : personnage secondaire. "Très belle yarara (Bothrops alternatus) d'un mètre cinquante, des angles noirs sur son flanc coupés en dents de scie, écaille après écaille". Inquiète pour sa sécurité et celle des autres à la suite de l'arrivée de l'homme dans la forêt, on remarque chez elle une petite hostilité envers certains personnages, parmi eux Cruzada, ayant eu une ancienne rivalité avec l'espèce des yarara.
- Terrifica : personnage secondaire. Il est décrit comme un serpent à sonnette, assez âgé, dont la queue se compose de trente deux sonnettes. Sa taille ne dépasse pas un mètre quarante, "par contre sa largeur peut atteindre la taille d'une bouteille". Il est décrit comme "magnifique exemplaire" grâce à son dos croisé de losanges jaunes. C'est la présidente du conseil des Vipères. On fait référence, en plus, à son manque d'intelligence, ses dents pointues remplaçant cette dernière.
- Coatiarita : personnage tertiaire. C'est la plus jeune de toutes. Sa tête est particulièrement pointue et ses écailles sont bien visibles avec ses lignes rouges.
- Neuwied : personnage tertiaire. Il est décrit comme svelte et un exemple de beauté. Sa peau contient des courbes de couleurs cafés et blanches sur une large bande couleur saumon.
- Cruzada : personnage principal. C'est une yarará commune on y mentionne sa rivalité avec Neuwied, par rapport à leur beauté. De même, on fait allusion à son intelligence et à son courage. Elle a une très bonne relation avec Ñacaniná.
- Atroz : personnage tertiaire, yarará.
- Urutú Dorado: personnage tertiaire, yararacusú, il mesure 1 mètre 70 de long, à la peau noir velours et aux bandes dorées.
- Ñacaniná : personnage principal, c'est une couleuvre, elle est rivale des yarará. Elle est décrite comme très agile, rapide et rusée. Elle est très amie avec Cruzada et Anaconda et elle montre une grande antipathie envers Hamadrías.
- Coralina : personnage tertiaire. C'est une vipère de corail, très belle avec ses bagues rouges et noires. Également interprété comme "tête stupide" selon Ñacaniná.
- Drimobia : personnage tertiaire. Décrite comme un serpent (yararacusú del monte), bien que son apparence diffère de celui ci.
- Cipó: personnage tertiaire. C'est une couleuvre. "D'une belle couleur verte et une grande chasseuse d'oiseaux ".